# Sulejman Čelebija
Sulejman ( 1377.   - 1410.) turski vladar
Poslije poraza u bitci kod Angore 1402. godine Sulejman uspijeva pobjeći na Balkan gdje postaje sultan sa sjedištem u Adrianopoleu. Zadovoljan sa svojim teritorijem on se nije miješao u građanske ratove braće koja su se borila za prevlast u Aziji. Provodeći svoj život bezbrižno uživajući na svojemu dvoru toliko se svima zamjerio da kad se iskrcao njegov brat Musa s vojskom na balkanu nitko ga nije htio braniti. Ne vidjevši drugog izbora sjeo je u kočiju i pokušao pobjeći u Carigrad tražeći azil. Bratovi vojnici su ipak bili brži stigavši i ubivši ga 1410. godine.
| Prethodnik: | Suvladar Osmanskog Carstva Musa, Isa i Mehmed I. | Nasljednik:      |
| Bajazid I.  | Suvladar Osmanskog Carstva Musa, Isa i Mehmed I. | Musa i Mehmed I. |